# أوكوتة جبل لبنان
أوكوتة جبل لبنان أو أوكوتة مونتي ليبانو (الاسم العلمي:Ocotea libanensis) هي نوع غير مؤكد  من النباتات تتبع جنس الأوكوتة من الفصيلة الغارية. هذا النوع موطنه شرق كوبا (مونتي ليبانو / مونتي جبل كريستي). لا علاقة لهذا النوع من النباتات بلبنان (الجمهورية اللبنانية).